# タホ湖

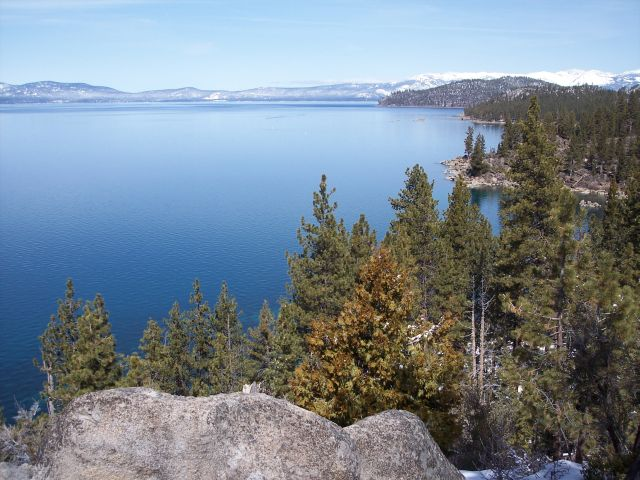
タホ湖

タホ湖（タホこ、Lake Tahoe レイクタホ）は、アメリカ合衆国カリフォルニア州とネバダ州の州境のシエラネヴァダ山中にある湖である。

## 概要
湖岸線の2/3はカリフォルニア州に属する。アメリカ合衆国内、とくに中西部を中心にスキーリゾートとして著名であり、ヘブンリー・マウンテンやオリンピックバレーといった、比較的規模の大きなスキー場が数カ所ある。スキーヤーの間では世界的に知られる名スキーエリア。また、ネバダ州側にはカジノがある。サンフランシスコなど北部カリフォルニアからは車で日帰り圏内。

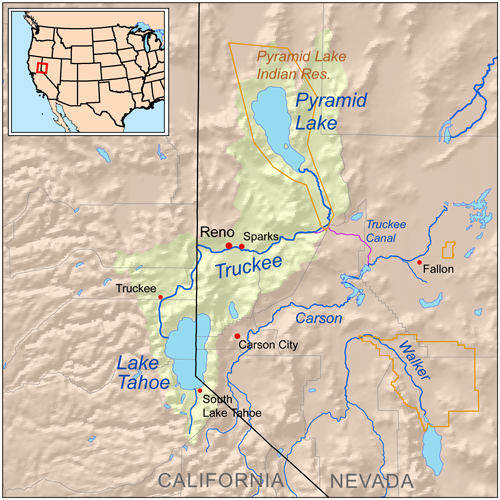
タホ湖、ピラミッド湖周辺地図

最大水深は501mで、世界では16番目、アメリカ合衆国内ではクレーター湖に次いで2番目に深い湖である。透明度に関しても世界屈指であり、かつては世界第3位であったが近年は富栄養化が進み、年間0.25mずつ透明度が低下してきている。トラッキー川が唯一の流出河川であり、北東へ流れてピラミッド湖へ注いでいる。
「タホ」は、この地に先住するワショー族インディアンの言葉で「大きな水（湖）」という意味。

## 関連項目

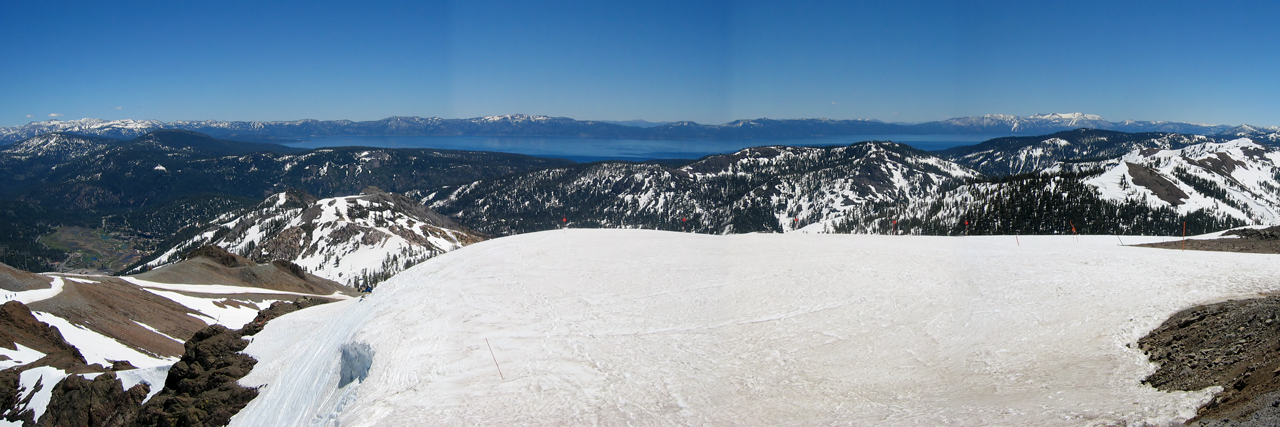
オリンピックバレーから望むパノラマ